# 恐るべき火遊び
『恐るべき火遊び』（おそるべきひあそび）は、1959年11月15日に公開された日本映画。製作・配給は東宝。モノクロ、東宝スコープ。上映時間は78分。

## 概要
福田純の初監督作品である。福田は、監督助手として映画『日本誕生』の準備中であったが、急遽昇格が決まり本作品の制作に移行した。福田とは監督助手時代から旧知であった俳優の鶴田浩二は、『日本誕生』の撮影中に福田の昇進を知り、自ら参加を申し出て本作品にワンカットだけ出演している。

## スタッフ
以下のスタッフ名は特に記載のない限り東宝WEBに従った。
- 製作 - 田中友幸、安達英三朗
- 原案 - 副田義也
- 脚本 - 秋山正
- 音楽 - 中村八大
- 撮影 - 小泉福造
- 美術 - 北辰雄
- 録音 - 矢野口文雄
- 照明 - 西川鶴三
- 編集 - 黒岩義民
- チーフ助監督 - 恩地日出夫
- 製作担当者 - 真木照夫
- 整音 - 下永尚[2]
- スチール - 秦大三[2]
- 監督 - 福田純

## キャスト
以下の役名と出演者名は特に記載のない限り東宝WEBに従った。
- 梶本五郎：夏木陽介
- 叔父 善吉：加東大介
- 叔母 キヨ：中北千枝子
- 矢吹友則：江原達怡
- 矢吹博士：上原謙
- 矢吹トヨ（母[2]）：沢村貞子
- 矢吹幸則（兄[2]）：上村幸之
- 舛井志津子：野口ふみえ
- 舛井妙子（姉[2]）：加代キミ子
- 佐合麻里子：幸田良子
- 佐合社長：竜崎一郎
- 光子：家田佳子
- 南条：大塚国夫
- 北浜：桐野洋雄
- 大塩：中山豊
- 阿部：西条康彦
- ズべ公敬子：北あけみ
- 中年の医師：佐田豊
- 看護婦：江幡秀子
- 麻里子の友人：野上優子、若林映子、星由里子、小西瑠美、沖美智子
- 矢吹医院看護婦：三田照子、田村まゆみ